# Rummelkarte

Die Ortschaft Gummersbach, auf der 1802 erstellten Rummelkarte mit dem Titel: Die Reichs-Herrschaft Gimborn Neustadt trigonometrisch aufgenommen …

Die Rummelkarte ist eine von dem deutschen Kartographen J.F.C. Rummel in den Jahren 1802–1803 erstellte topografische Karte. Sie gilt als die wohl detaillierteste Landkarte rund um das Gimborner Land, das von Engelskirchen bis Wiedenest und Meinerzhagen reichte. 

Die Karte im Maßstab 1:11.300 besticht durch eine dekorative Grafik, die die Region plastisch darstellt. Der Titel der Karte lautet: „Die Reichs-Herrschaft Gimborn Neustadt trigonometrisch aufgenommen nebst chorografischer Darstellung der umgrenzenden Gegend von J.F.C. Rummel in den Jahren 1802 und 1803“. Sie wurde mithilfe der Triangulation von 42 Messpunkten aus erstellt.